# Hein-Direck Neu
Hein-Direck Neu (ur. 13 lutego 1944 w Bad Kreuznach, zm. 14 kwietnia 2017 w Wiesbaden) – zachodnioniemiecki lekkoatleta, który specjalizował się w rzucie dyskiem.
Trzykrotny olimpijczyk: Meksyk 1968 (9. miejsce), Monachium 1972 (odpadł w eliminacjach) oraz Montreal 1976 (12. miejsce). W  1967 oraz 1970 roku zdobywał srebrne krążki uniwersjady. Reprezentant RFN w Pucharze Europy. Sześciokrotny rekordzista kraju w rzucie dyskiem (w latach 1967 – 1977). Rekord życiowy: 68,08 (27 maja 1977, Bernhausen).